# Ernie Terrell
Ernest Terrell, meglio noto come Ernie Terrell (Belzoni, 4 aprile 1939 – Evergreen Park, 16 dicembre 2014), è stato un pugile statunitense, Campione del mondo dei pesi massimi per la WBA dal 1965 al 1967 e avversario di Muhammad Ali.

## Biografia
Professionista dal 1957, nei primi 27 match conseguì soltanto tre sconfitte ai punti, tutte per decisione contrastata. Il 3 aprile 1962, a Houston, perse per knock-out tecnico dal quotato Cleveland Williams. Si rifece un anno dopo, a Filadelfia, battendolo ai punti, anche se con decisione contrastata. 
Il 27 luglio 1963, al Madison Square Garden di New York, Ernie Terrell batté ai punti Zora Folley, con decisione unanime. Un anno dopo, sempre al Madison, mise KO Bob Foster, futuro dominatore della categoria dei mediomassimi e più volte sfidante al titolo dei massimi. Questi successi gli consentirono di essere designato dalla WBA quale contendente per l'attribuzione del titolo mondiale dei pesi massimi, non riconoscendo valido la suddetta organizzazione il match di rivincita tra Muhammad Ali/Cassius Clay e Sonny Liston.
Il 5 marzo 1965, a Chicago, Ernie Terrell conquistò la cintura WBA di campione del mondo, battendo ai punti Eddie Machen, con verdetto unanime. Difese vittoriosamente il titolo contro il canadese George Chuvalo a Toronto e contro Doug Jones a Chicago, vincendo in entrambi i casi ai punti.
Il 6 febbraio 1967, all'Astrodome di Houston, fu allestito il match per la riunificazione del titolo mondiale dei massimi tra Terrell e l'imbattuto Muhammad Ali, detentore del titolo lineare, riconosciuto dalla WBC e dalla rivista Ring Magazine. Di fronte a 37.321 spettatori, Ali si aggiudicò il match dominando praticamente tutte le quindici riprese anche se costretto da Terrell a combattere sino alla campana finale. Il match è passato alla storia perché, a partire dall'ottavo round, Ali ha iniziato a colpire Terrell, domandandogli ripetutamente: «Come mi chiamo?». Questo perché Terrell si era rifiutato di chiamare Ali con il nome da lui assunto dopo la conversione all'islamismo.
Dopo questo match Terrell combatté altri undici incontri in oltre cinque anni, con sette vittorie e quattro sconfitte, le ultime due con Chuck Wepner e Jeff Merritt. Dopo quest'ultima sconfitta, per KOT, si è ritirato dal pugilato. Nel 1987 lo scrittore di pugilato Herb Goldman lo ha classificato al ventunesimo posto tra i più grandi pesi massimi di tutti i tempi. Nel 1998 la rivista The Ring lo ha collocato al 35º posto in una propria classifica dei migliori pesi massimi della storia del pugilato.